# Fillièvres
Fillièvres és un municipi francès situat al departament del Pas de Calais i a la regió dels Alts de França. L'any 2007 tenia 521 habitants.

## Demografia

### Població
El 2007 la població de fet de Fillièvres era de 521 persones. Hi havia 220 famílies de les quals 56 eren unipersonals (20 homes vivint sols i 36 dones vivint soles), 88 parelles sense fills, 64 parelles amb fills i 12 famílies monoparentals amb fills.
La població ha evolucionat segons el següent gràfic:
Habitants censats

### Habitatges
El 2007 hi havia 272 habitatges, 220 eren l'habitatge principal de la família, 43 eren segones residències i 9 estaven desocupats. 262 eren cases i 6 eren apartaments. Dels 220 habitatges principals, 159 estaven ocupats pels seus propietaris, 58 estaven llogats i ocupats pels llogaters i 3 estaven cedits a títol gratuït; 5 tenien dues cambres, 30 en tenien tres, 56 en tenien quatre i 129 en tenien cinc o més. 176 habitatges disposaven pel capbaix d'una plaça de pàrquing. A 102 habitatges hi havia un automòbil i a 98 n'hi havia dos o més.

### Piràmide de població
La piràmide de població per edats i sexe el 2009 era:
| Homes | Edats   | Dones |
| ----- | ------- | ----- |
| 0     | 95 o +  | 0     |
| 0     | 90 a 94 | 0     |
| 4     | 85 a 89 | 8     |
| 8     | 80 a 84 | 4     |
| 20    | 75 a 79 | 4     |
| 16    | 70 a 74 | 16    |
| 16    | 65 a 69 | 20    |
| 16    | 60 a 64 | 32    |
| 16    | 55 a 59 | 16    |
| 16    | 50 a 54 | 12    |
| 16    | 45 a 49 | 16    |
| 8     | 40 a 44 | 16    |
| 16    | 35 a 39 | 16    |
| 28    | 30 a 34 | 12    |
| 16    | 25 a 29 | 28    |
| 4     | 20 a 24 | 4     |
| 12    | 15 a 19 | 8     |
| 28    | 10 a 14 | 4     |
| 8     | 5 a 9   | 20    |
| 16    | 0 a 4   | 8     |

## Economia
El 2007 la població en edat de treballar era de 313 persones, 213 eren actives i 100 eren inactives. De les 213 persones actives 192 estaven ocupades (114 homes i 78 dones) i 21 estaven aturades (7 homes i 14 dones). De les 100 persones inactives 34 estaven jubilades, 17 estaven estudiant i 49 estaven classificades com a «altres inactius».

### Ingressos
El 2009 a Fillièvres hi havia 211 unitats fiscals que integraven 517 persones, la mediana anual d'ingressos fiscals per persona era de 14.453 €.

### Activitats econòmiques
Dels 28 establiments que hi havia el 2007, 4 eren d'empreses extractives, 1 d'una empresa alimentària, 6 d'empreses de construcció, 8 d'empreses de comerç i reparació d'automòbils, 2 d'empreses de transport, 3 d'empreses d'hostatgeria i restauració, 1 d'una empresa financera, 1 d'una entitat de l'administració pública i 2 d'empreses classificades com a «altres activitats de serveis».
Dels 9 establiments de servei als particulars que hi havia el 2009, 1 era una oficina de correu, 1 una oficina bancària, 1 guixaire pintor, 1 fusteria, 2 lampisteries, 1 empresa de construcció, 1 perruqueria i 1 restaurant.
Dels 6 establiments comercials que hi havia el 2009, 1 era una botiga de menys de 120 m², 1 una fleca, 2 botigues de roba, 1 una botiga de mobles i 1 una joieria.
L'any 2000 a Fillièvres hi havia 15 explotacions agrícoles que ocupaven un total de 530 hectàrees.

## Equipaments sanitaris i escolars
L'únic equipament sanitari que hi havia el 2009 era una farmàcia.
El 2009 hi havia una escola elemental integrada dins d'un grup escolar amb les comunes properes formant una escola dispersa.

## Poblacions més properes
El següent diagrama mostra les poblacions més properes.